# Psy*Force
Psy*Force is het vierde album van Star Sounds Orchestra (SSO); het verscheen in 1997. Op dit album werd gemusiceerd volgens de regels die Hans Cousto vooraf had bepaald binnen zijn regels van Cosmic Octave, een samenwerkingsverband tussen Cousto en Steve Schroyder van SSO. Deze gegevens waren destijds na te vragen bij het platenlabel, doch dat is al jaren inactief.
De muziek is ongewijzigd psychedelic trance waarbij de muziek bij een laag aantal beats per minute soms doet denken aan de muziek van Tangerine Dream, als die de sequencer gebruikt. Ook de psychedelische rock van Hawkwind en Gong zijn soms te horen. In het openingsnummer Return to the force is een deel van een toespraak van Martin Luther King te horen.

## Musici
- Steve Schroyder – synthesizers, elektronica
- Jens Zygar – (elektronische) percussie

Bij twee tracks werd samengewerkt met andere artiesten:
- Aruna: DJ Tapesch, Aruna, Bollmann en Reimann; een bewerking van Aruna’s compositie 1.000 names of the divine mother
- A.I.S.: Martin E, Antara.

## Muziek
| Nr. | Titel                                                         | Duur  |
| --- | ------------------------------------------------------------- | ----- |
| 1.  | Return to the force (Earthday 194,2 Hz; 91 pbm)               | 5:40  |
| 2.  | Aruna (Sun & Venus 442 Hz; 119 bpm)                           | 6:58  |
| 3.  | Youth Machine (138 bpm)                                       | 7:38  |
| 4.  | A.I.S. (Alien Intelligent Service) (Saturn 147,9 Hz; 139 bpm) | 6:25  |
| 5.  | Space clan (134 bpm)                                          | 6:54  |
| 6.  | Komaga (Mars beat, Venus tune 221,2 Hz; 136 bpm)              | 6:27  |
| 7.  | I.C.P (Interstellar Common People) (Venus 442 Hz; 144 bpm)    | 10:07 |
| 8.  | Transmission 99 (132 bpm)                                     | 10:05 |
| 9.  | Ajundria (Mercury 141,3 Hz; 66 bpm)                           | 9:10  |